# أبو الحسن البوشنجي
أَبُو الْحسن البوشنجي، واسْمه عَليّ بن أَحْمد بن سهل، أحد علماء أهل السنة والجماعة ومن أعلام التصوف السني في القرن الرابع الهجري، قال عنه أبو عبد الرحمن السلمي:«كَانَ أوحد فتيَان خُرَاسَان، ومن أعلم مَشَايِخ وقته بعلوم التَّوْحِيد وعلوم الْمُعَامَلَات وَأَحْسَنهمْ طَريقَة فِي الفتوة والتجريد وَكَانَ ذَا خلق متدينًا متعهدًا للْفُقَرَاء»، لَقِي أَبَا عُثْمَان، وَصَحب بالعراق ابْن عَطاء والجريري، وبالشام طَاهِراً وَأَبا عَمْرو الدِّمَشْقِي، وَتكلم مَعَ أبي بكر الشبلي فِي مسَائِل، مَاتَ سنة 348 هـ.

## من روى عنهم ورووا عنه
روى عن: أبي جعفر محمد بن عبد الرحمن السامي الهروي ومحمد بن عبد المجيد البوشنجي وأبي علي الحسين بن إدريس الهروي. وروى عنه: أبو عبد الله محمد بن عبد الله الحافظ وأبو الحسن محمد بن علي بن الحسين الهمداني وأبو محمد عبد الله بن يوسف الأصبهاني.

## من أقواله
- النَّاس على ثَلَاث منَازِل الْأَوْلِيَاء وهم الَّذين باطنهم أفضل من ظَاهِرهمْ وَالْعُلَمَاء وهم الَّذين سرهم وعلانيتهم سَوَاء والجهال وهم الَّذين علانيتهم تخَالف أسرارهم لَا ينصفون من أنفسهم وَيطْلبُونَ الْإِنْصَاف من غَيرهم.[1][4]
- أول الْإِيمَان مَنُوط بِآخِرهِ أَلا ترى أَن عقد الْإِيمَان لَا إِلَه إِلَّا الله وَالْإِسْلَام مَنُوط بأَدَاء الشَّرِيعَة بالإخلاص قَالَ الله تَعَالَى ﴿وَمَا أمروا إِلَّا ليعبدوا الله مُخلصين لَهُ الدّين﴾.[1]